# Emma Villazón
Emma Villazón Richter (Santa Cruz de la Sierra, Bolivia, 4 de enero de 1983 - El Alto, 19 de agosto de 2015) fue una poeta y filóloga boliviana. En 2007 ganó el Premio Nacional de Poesía Petrobras, con su obra Fábulas de una Caída.
Aunque nació en Santa Cruz de la Sierra, vivió sus últimos años en Santiago de Chile, donde, antes de morir, se doctoró en Filosofía, mención Estética y Teoría del Arte por la Universidad de Chile.

## Biografía
Estudió Derecho y Filología Hispánica en la Universidad Autónoma Gabriel René Moreno de Santa Cruz. Vivió en Santiago de Chile desde 2010. Fue coeditora de la revista de poesía chileno-boliviana Mar con Soroche, junto al poeta Andrés Ajens. En Santiago realizó el Magíster en Literatura Latinoamericana y Chilena, en la Universidad de Santiago (USACH), la cual culminó con una tesis sobre la obra de la escritora boliviana Hilda Mundy: "La risa oculta y vital de Hilda Mundy. Una aproximación al estudio de las vanguardias en Bolivia" (2014). En 2015 inició el doctorado en Filosofía, mención Estética y Teoría del Arte, de la Universidad de Chile. Ese mismo año, Villazón asistió a la XX Feria Internacional del Libro de La Paz como invitada especial para ser parte del ciclo de actividades con escritores bolivianos residentes en el exterior y las II Jornadas de Literatura Boliviana. La escritora falleció tras su visita a la FIL después de sufrir un accidente cerebrovascular en el aeropuerto al esperar su partida a Chile.

## Obras
- Una aproximación a la gramática de la lengua mojeño-trinitaria
- Fábulas de una caída (2007, poemas; La Hoguera, Santa Cruz de la Sierra)
- Lumbre con ciervos (2013, poemas; La Hoguera, Santa Cruz de la Sierra)
- Temporarias y otros poemas (2016, póstumo; Das Kapital, Santiago, y La Perra Gráfica, La Paz)[4]
- Desérticas (2016, póstumo; relatos breves; Ed. 3600, La Paz)